# Klevshult
Klevshult is een plaats in de gemeente Vaggeryd in het landschap Småland en de provincie Jönköpings län in Zweden. De plaats heeft 271 inwoners (2005) en een oppervlakte van 57 hectare.

## Verkeer en vervoer
Bij de plaats loopt de E4.
De plaats heeft een station aan de spoorlijn Halmstad - Nässjö.